# Quilmes (régészeti lelőhely)
Quilmes egy jelentős régészeti lelőhely Argentína északi részén, egykor a kilme indiánok szent városa volt, akik egészen a 17. századig éltek itt. Ez volt az ország mai területén található legnagyobb prehispán település.

## Elhelyezkedés
A lelőhely Argentína és azon belül Tucumán tartomány északnyugati részén, Tafí del Valle megye területén helyezkedik el a Cerro Alto El Rey nevű hegy lábánál, 1978 méteres tengerszint feletti magasságban. A 82 km-re található megyeszékhelyről, Tafí del Valléből a 307-es tartományi úton északnyugat felé elindulva, majd a 40-es országos főútra rátérve közelíthető meg, a szomszédos tartományban, Saltában található Cafayatéből indulva pedig dél felé haladva juthatunk el ide.

## Története
A város valószínűleg a 800. év táján keletkezett, majd 1400 körül inkák érkeztek ide. Becslések szerint fénykorában 5000 kilme indián lakója lehetett, akik kukoricát, rizsparéjt, krumplit, babot és csilipaprikát termesztettek, a szentjánoskenyérfa és a chañar termését gyűjtögették, lámanyájaik pedig hússal, tejjel és gyapjúval látták el őket.
A spanyol hódítók 16. századi megérkezése után a lakók folyamatos harcban álltak velük. Több összecsapás után végül 1665-ben a Tucumán kormányzója, Alonso Mercado y Villacorta vezette seregek űzték el őket ősi földjükről: több mint 1000 km-t vándoroltak délkelet felé, a La Plata folyó torkolatához, a mai Buenos Aires területére, ahol 1666-ban létrejött a Reducción de la Santa Cruz de los Indios Kilmes nevű település, a későbbi Quilmes elődje. Az indiánok többsége azonban ezen a mocsaras, egészségtelen területen főként a számukra addig ismeretlen betegségek következtében hamarosan elpusztult.
Elhagyott településük romjait az 1970-es években újították fel, de a régészeti szempontok nem túl szigorú figyelembe vételével, inkább a turisztikai célokra összpontosítva. 1980-ban a feltárás során talált leletekből létrehozták a helyi múzeumot. 2009–2010 táján a kilmék leszármazottai birtokba vették a területet, ma ők vezetik körbe a látogatókat is, és nem csak arról mesélnek nekik, hogy milyen épületek álltak egykor a városban és milyen volt az ősök társadalmi rendszere, hanem az elmúlt évek harcairól is, amelyek árán végül visszaszerezték régi földjüket.

## Képek

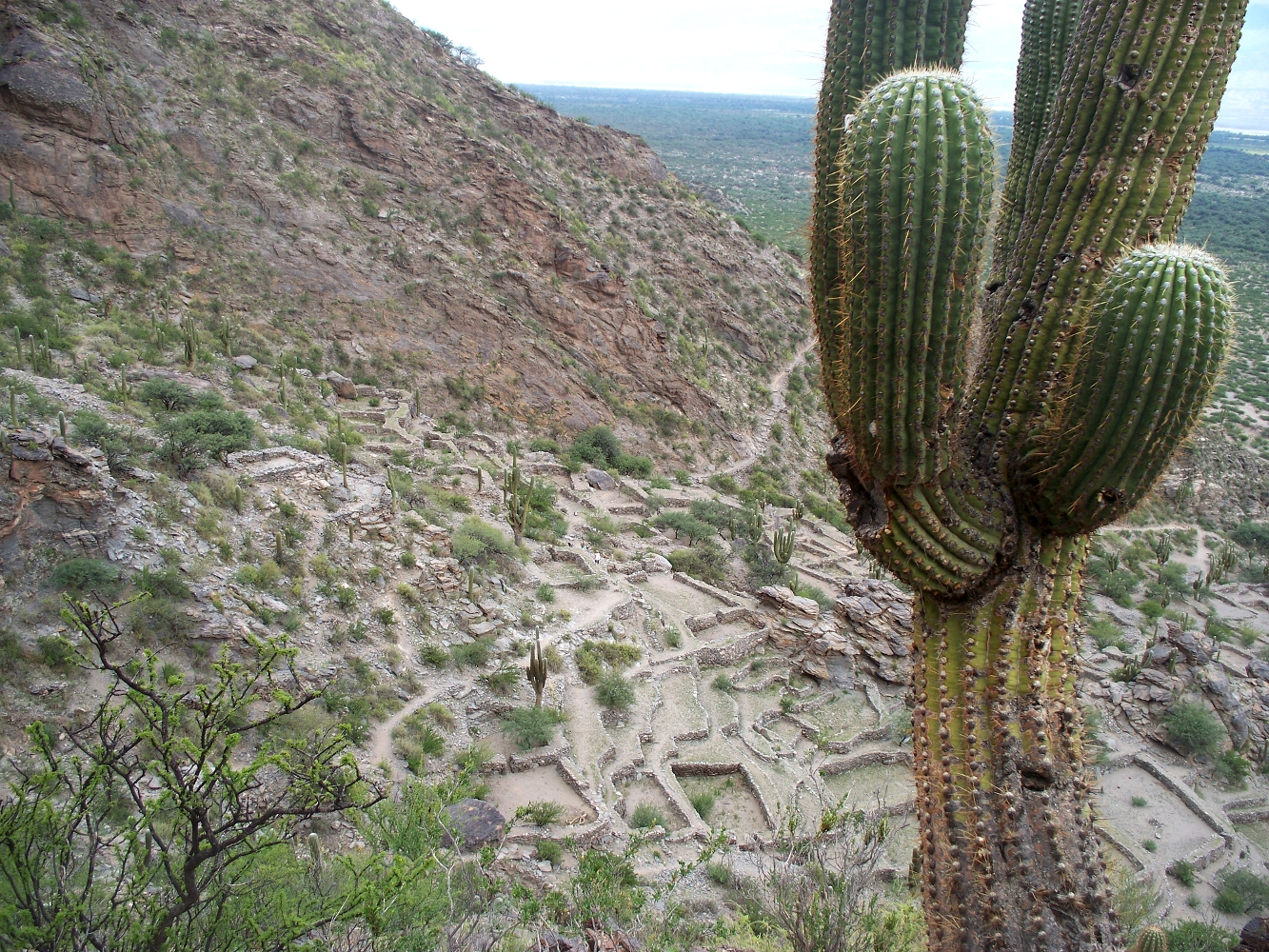
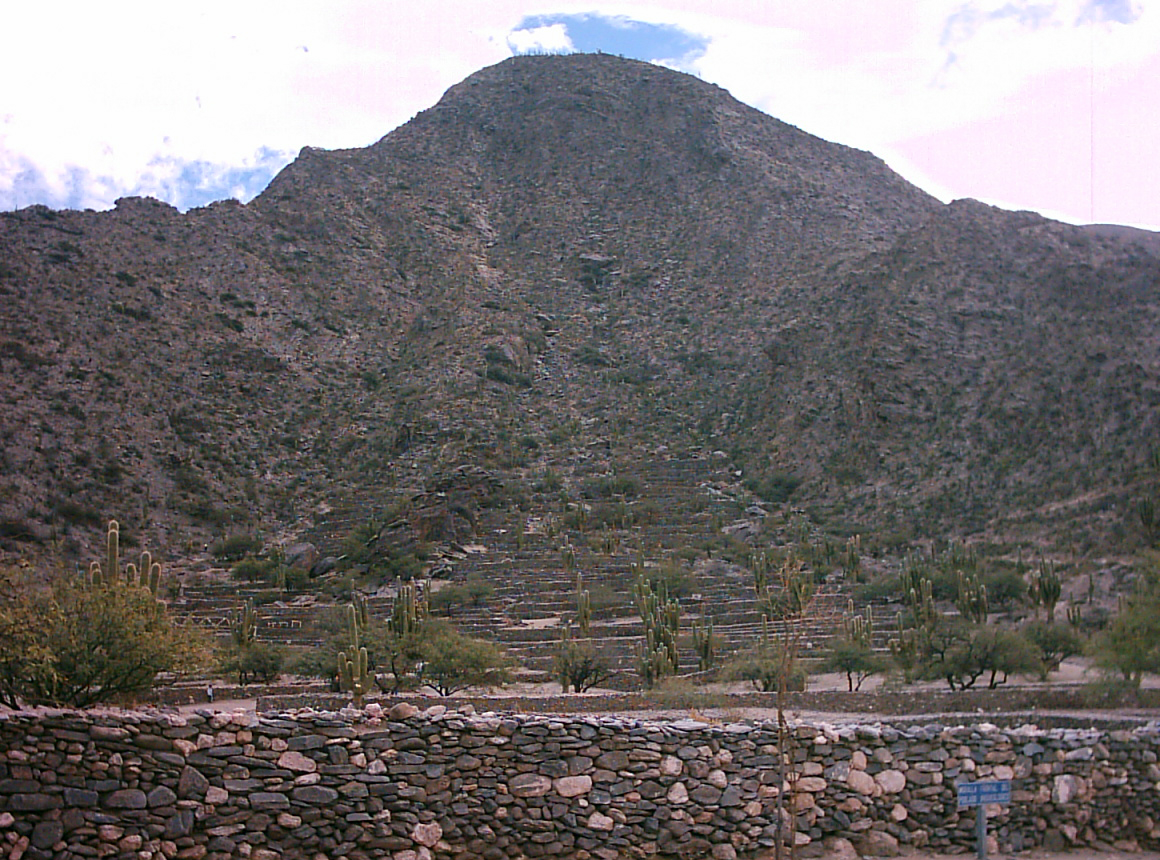
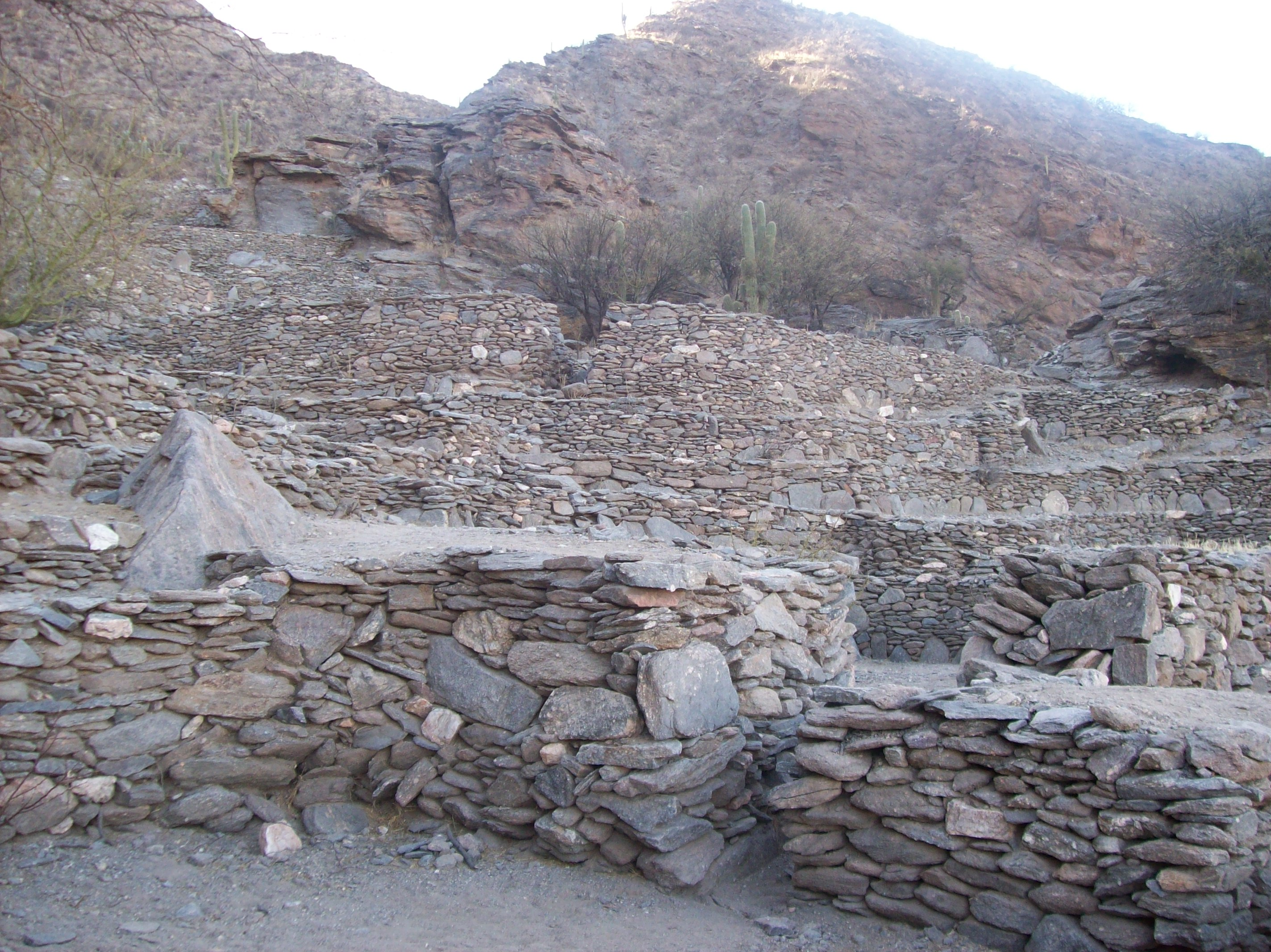
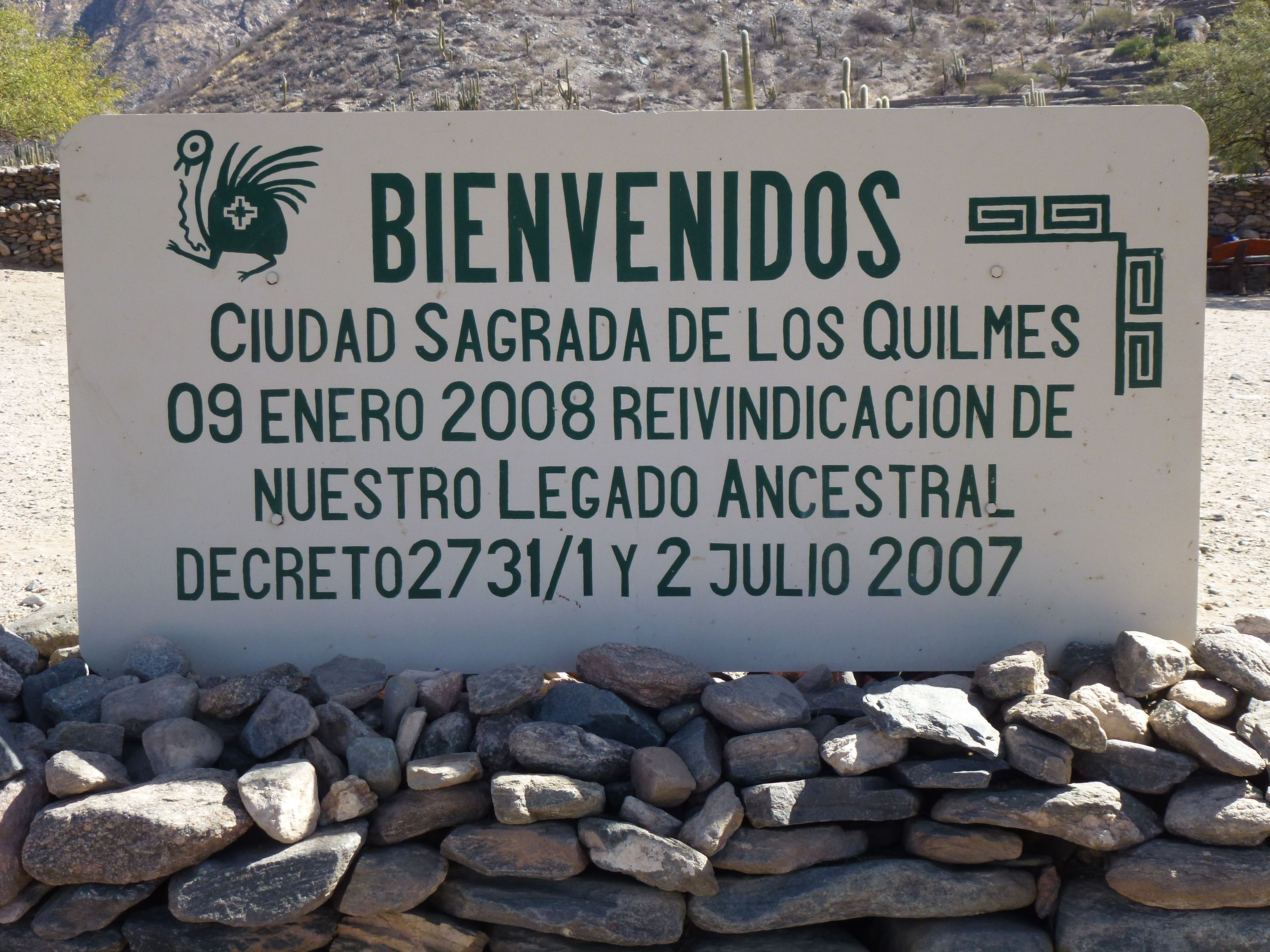